# Бразилия на летних Олимпийских играх 1964
Бразилия принимала участие в Летних Олимпийских играх 1964 года в Токио (Япония) в девятый раз за свою историю, и завоевала одну бронзовую медаль. Сборная страны состояла из 61 спортсмена (60 мужчин, 1 женщина).

## Медалисты
| Медаль | Спортсмен | Вид спорта | Дисциплина |
| ------ | --- | ---------- | ---------- |
| Бронза | Эдсон Биспо дос Сантос Фридрих Вильхельм Браун Кармо де Соуза Карлос Домингос Массони Вламир Маркес Виктор Миршавка Амаур Пасос Убиратан Перейра Антонио Сальвадор Сукар Ятур Эдуардо Шаль Жозе Эдвар Симос Сержио де Толедо Мачадо | Баскетбол  | Мужчины    |